# Elton Tsang
Elton Tsang Ka-wai (* 1980 in Kanada) ist ein chinesischer Unternehmer und Pokerspieler aus Hongkong.
Tsang hat sich mit Poker bei Live-Turnieren mehr als 17,5 Millionen US-Dollar erspielt und ist damit der zweiterfolgreichste Pokerspieler aus Hongkong. Er gewann 2016 das Big One for One Drop Extravaganza.

## Persönliches
Tsang arbeitet als Unternehmer und investiert in IT, Reisebüros und Internetfirmen. Er lebt in Hongkong.

## Pokerkarriere

### Werdegang
Seine erste Geldplatzierung bei einem Live-Turnier erzielte Tsang im November 2006 in Parañaque City. Im Januar 2008 erreichte er beim Main Event des PokerStars Caribbean Adventures auf den Bahamas die Geldränge und erhielt für seinen 37. Platz ein Preisgeld von 32.000 US-Dollar. Mitte April 2013 kam der Chinese beim High Roller der World Series of Poker Asia Pacific in Melbourne an den Finaltisch und beendete das Turnier, für das kein Bracelet vergeben wurde, auf dem mit 155.000 Australischen Dollar dotierten fünften Platz. Mitte Oktober 2016 wurde er von Guy Laliberté, dem Gründer des Cirque du Soleil, zum Big One for One Drop Extravaganza, einem exklusiven Pokerturnier in Monte-Carlo, eingeladen. Im Vorfeld des Turniers engagierte Tsang den italienischen Pokerspieler Mustapha Kanit als Coach. Mitte Oktober 2016 setzte sich der Chinese gegen 25 andere Spieler durch und gewann das mit einem Buy-in von einer Million Euro bis dahin teuerste Pokerturnier weltweit. Dafür erhielt er eine Siegprämie von über 11 Millionen Euro, die zu diesem Zeitpunkt dritthöchste je bei einem Pokerturnier ausgezahlte Preisgeldsumme. Das mit Short Deck gespielte Main Event der Triton Poker Series in London beendete er Anfang August 2019 auf dem 14. Platz, der mit umgerechnet rund 215.000 US-Dollar prämiert wurde. Anfang April 2022 erzielte Tsang bei der Triton Series im nordzyprischen Kyrenia vier Geldplatzierungen und sicherte sich Preisgelder von knapp 1,2 Millionen US-Dollar. Einige Tage später gewann er bei der an gleicher Stelle ausgespielten Super High Roller Series Europe das achte Turnier mit einer Siegprämie von knapp 700.000 US-Dollar. Ende Oktober 2023 wurde der Chinese beim Special Triton Invitational, einem Einladungsturnier der Triton Series in Monte-Carlo mit einem Buy-in von 210.000 US-Dollar, Dritter und erhielt knapp 1,8 Millionen US-Dollar.
Mitte August 2017 warf er dem tschechischen Casinobesitzer Leon Tsoukernik vor, ihm Spielschulden in Höhe von 3 Millionen Euro, die Tsang im August 2015 während eines Cash Games in Barcelona gewonnen haben will, nicht auszuzahlen.

### Preisgeldübersicht
Mit erspielten Preisgeldern von über 17,5 Millionen US-Dollar ist Tsang nach Daniel Tang der zweiterfolgreichste Pokerspieler aus Hongkong.
| Jahr      | Preisgeld (in $) | Turniersiege |
| --------- | ---------------- | ------------ |
| 2006      | 7.650            | 0            |
| 2007      | 0                | 0            |
| 2008      | 42.511           | 0            |
| 2009      | 25.652           | 0            |
| 2010      | 110.769          | 1            |
| 2011      | 100.934          | 0            |
| 2012      | 54.349           | 0            |
| 2013      | 162.212          | 0            |
| 2014–2015 | 0                | 0            |
| 2016      | 12.248.912       | 1            |
| 2017–2018 | 0                | 0            |
| 2019      | 215.365          | 0            |
| 2020–2021 | 0                | 0            |
| 2022      | 2.645.546        | 1            |
| 2023      | 2.226.700        | 0            |
| gesamt    | 17.840.600       | 3            |